# Акроторацики
Акроторацики, или акроторациковые (лат. Acrothoracica), — надотряд ракообразных из инфракласса усоногих. Обитают в просверленных ими отверстиях внутри раковин моллюсков или известкового субстрата.

## Описание
Акроторацики — раздельнополые животные, имеющие карликовых самцов (длина самца 0,4—2 мм, самки — до 20 мм). Для биологического описания традиционно используется строение самки. Тело всех представителей Acrothoracica заключено в мантийный мешок, в верхней части которого находится отверстие — апертура. Известковый домик редуцирован до хитиновой пластинки на передней части головы самки. Вокруг ротового отверстия пара жвал и две пары челюстей; четыре пары грудных ножек; кишечник без заднего раздела и ануса.
Карликовые самцы сохраняют облик личинки либо имеют очень упрощённое строение. Пищеварительная система полностью редуцирована, конечности отсутствуют. Живут, прикрепившись к самке, или находятся внутри её мантийной полости, служат только для оплодотворения.

## Распространение
Acrothoracica широко распространены в Мировом океане. В основном они являются обитателями тропических и субтропических морей, поскольку для сверления норок им необходим известковый субстрат, который присутствует на коралловых рифах. Представители самого распространённого рода — Cryptophialus — встречаются у берегов Западной и Южной Африки, Индийском и Тихом океанах. В водах России не встречаются.

## Образ жизни
Acrothoracica — симбионты, однако для них практически не существует специфичности в выборе хозяев. Для обитания они просверливают полости в раковинах разнообразных моллюсков, а также используют в качестве известкового субстрата мёртвые участки колоний кораллов. Вместе с тем вид Bendtia purpurea может селиться на поверхности мадрепорового коралла, покрытой живыми полипами, в результате чего получает дополнительную защиту от хищников. Что касается моллюсков, Acrothoracica могут населять как пустые раковины, так и с живым обитателем. Сверление осуществляется при помощи хитиновой пластинки и выделения вещества, растворяющего соли кальция. Питаются органическими частицами, присутствующими в морской воде: благодаря частым взмахам грудных конечностей (около 60 в минуту) происходит постоянная смена воды внутри мантийной полости и захват питательных частиц.

## Классификация
В составе надотряда два отряда, три семейства, 11 родов и 63 вида.
- Отряд Cryptophialida Kolbasov, 2009
  - Семейство Cryptophialidae Gerstaecker, 1866
- Отряд  Lithoglyptida Kolbasov, 2009
  - Семейство Lithoglyptidae Aurivillius, 1892
  - Семейство Trypetesidae Stebbing, 1910